# دریاچه پوپو
دریاچه پوپو (اسپانیایی: Lago Poopó‎) یک دریاچه آب شور واقع در یک فرورفتگی‌ کم‌عمق در شهرستان اورورو در بولیوی بود.
در سال ۲۰۰۲ دریاچه برای حفاظت طبق کنوانسیون رامسر انتحاب گردید، اما نهایتاً در دسامبر ۲۰۱۵ به طور کامل خشک شد.